# Francesco Patierno
Francesco Patierno, né le 24 avril 1964 à Naples dans la région de la Campanie, est un réalisateur, un scénariste et un écrivain italien.

## Biographie
Francesco Patierno naît à Naples dans la région de la Campanie en 1964. Il étudie l'architecture avant de travailler dans la publicité puis de mener au début des années 1990 ses premières expériences dans l'audiovisuel, avec notamment la réalisation de publicités et de documentaires pour la télévision. En 1996, il réalise Quel giorno, son premier court-métrage, suivi par son premier film en 2003, Pater familias, réalisé d'après le roman homonyme de l'écrivain Massimo Cacciapuoti. Il reçoit une nomination au David di Donatello et au Ruban d'argent du meilleur nouveau réalisateur en 2004 pour ce film.
En 2007, il collabore avec l'animateur radio et disc-jockey Marco Baldini (it) afin d'adapter son auto-biographie au cinéma, travail qui donne le film Il mattino ha l'oro in bocca, sortit dans les salles en 2008, avec Elio Germano, Laura Chiatti et Martina Stella dans les rôles principaux. Il réalise la même année quatre des huit épisodes de la série télévisée policière Donne assassine, inspirée de la série argentine Killer Women, les autres épisodes étant réalisés par Alex Infascelli et Herbert Simone Paragnani (it).
Il revient au cinéma en 2011 avec la comédie D’un autre monde (Cose dell'altro mondo), avec Diego Abatantuono, Valentina Lodovini, Valerio Mastandrea et Laura Efrikian dans les rôles principaux. Ce film, qui aborde le thème de l'immigration en Italie, est librement inspiré de la comédie A Day Without a Mexican du réalisateur mexicain Sergio Arau. Il publie l'année suivante son premier roman, Il giostraio, un récit noir ayant pour cadre la région des Marches et narrant le quotidien d'un petit village soumis à l'arrivée d'un étrange sicilien et confronté à un meurtre sordide. Il signe la même année le documentaire La Guerre des volcans (La guerra dei vulcani) qui aborde le tournage de deux films concurrents sur les îles Éoliennes à la fin des années 1940, Stromboli de Roberto Rossellini, avec sa nouvelle muse Ingrid Bergman, et Vulcano de William Dieterle, avec Anna Magnani, ancienne amante de Rossellini, sur fond de rivalité amoureuse et de couverture médiatique mondiale.
En 2014, il signe avec Les Fortunés (La gente che sta bene) une nouvelle comédie. Réalisé d'après le roman homonyme de l'écrivain Federico Baccomo (it), cette comédie, une histoire d'amour tragi-comique sur fond de crise économique, met en scène Claudio Bisio, Margherita Buy, Diego Abatantuono et Jennipher Rodriguez (it). Lors de la Mostra de Venise 2015, il préside le jury de la section Venezia Classici. Il s'illustre ensuite avec le documentaire Naples '44, réalisé d'après le récit de guerre homonyme du sergent et écrivain Norman Lewis qui était stationné dans le sud de l'Italie lors de la Seconde Guerre mondiale et qui a notamment participé à la campagne d'Italie qui a amené la libération du pays. Patierno est nommé au David di Donatello du meilleur scénario adapté en 2017 pour ce documentaire.
En 2017, il rend hommage à l'actrice Valentina Cortese en lui consacrant le film biographique Diva!, avec un important casting féminin composé des actrices Barbora Bobulova, Anita Caprioli, Carolina Crescentini, Silvia D'Amico, Isabella Ferrari, Anna Foglietta, Carlotta Natoli et Greta Scarano. L'année suivante, il réalise le documentaire Camorra qui narre le développement de l'organisation mafieuse et ses liens avec la ville napolitaine sur une période allant des années 1960 aux années 1990.

## Filmographie

### Réalisateur et scénariste

#### Au cinéma
- 1996 : Quel giorno (court-métrage)
- 2003 : Pater familias
- 2008 : Il mattino ha l'oro in bocca (it)
- 2011 : D’un autre monde (Cose dell'altro mondo)
- 2012 : La Guerre des volcans (La guerra dei vulcani, documentaire)
- 2014 : Les Fortunés (La gente che sta bene)
- 2016 : Naples '44 (documentaire)
- 2017 : Diva!
- 2018 : Camorra (documentaire)

### Réalisateur

#### À la télévision

##### Série télévisée
- 2008 : Donne assassine

## Œuvre

### Roman
- Il giostraio (2012)

## Prix

### Nominations
- Prix du meilleur court-métrage au festival du film de Turin en 1996 pour Quel giorno.
- Grand prix du jury au festival international du film de Flandre-Gand en 2003 pour Pater familias.
- Ruban d'argent du meilleur nouveau réalisateur en 2004 pour Pater familias.
- David di Donatello du meilleur réalisateur débutant en 2004 pour Pater familias.
- Globe de Cristal au festival international du film de Karlovy Vary en 2008 pour Il mattino ha l'oro in bocca.
- Mostra de Venise 2011 : prix Controcampo pour D’un autre monde (Cose dell'altro mondo).
- Grand Prix Sakura au festival international du film de Tokyo en 2011 pour D’un autre monde (Cose dell'altro mondo).
- David di Donatello du meilleur scénario adapté en 2017 pour Naples '44.
- Prix IDFA du meilleur long métrage documentaire au festival international du film documentaire d'Amsterdam en 2018 pour Camorra.
- Ruban d'argent du meilleur documentaire en 2019 pour Camorra.